# Johann David Mögling

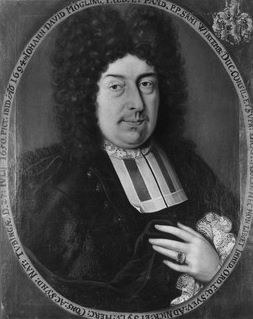
Johann David Mögling auf einem Bild in der Tübinger Professorengalerie

Johann David Mögling (* um den 29. Juli 1650 in Tübingen; † 27. Juni 1695 ebenda) war ein deutscher Jurist sowie Professor an der Universität Tübingen.

## Leben
Johann David Mögling war Advokat, Hofgerichts-Assessor, Ritterschaftlicher Syndikus und seit 1692 Professor der Rechte an der Universität Tübingen.
Sein 1694 gemaltes Porträt hängt in der Tübinger Professorengalerie.

## Familie
Er war ein Sohn von Johann Ludwig Mögling, der Bruder von dessen gleichnamigen Sohn Johann Ludwig Mögling sowie der Vater von Johannes Friedrich Mögling und Jacob David Mögling.